# أندريه كارل فان دير ميرفي
أندريه كارل فان دير ميرفي (بالإنجليزية: André Carl van der Merwe)‏ (4 يناير 1961)؛ روائي جنوب أفريقي.